# Смардзево (Західнопоморське воєводство)
Смардзево (пол. Smardzewo) — село в Польщі, у гміні Славно Славенського повіту Західнопоморського воєводства.
Населення — 368 осіб (2011).
У 1975—1998 роках село належало до Слупського воєводства.

## Демографія
Демографічна структура станом на 31 березня 2011 року:
|          | Загалом | Допрацездатний вік | Працездатний вік | Постпрацездатний вік |
| -------- | ------- | ------------------ | ---------------- | -------------------- |
| Чоловіки | 189     | 55                 | 125              | 9                    |
| Жінки    | 179     | 48                 | 109              | 22                   |
| Разом    | 368     | 103                | 234              | 31                   |